# Калин Роман Ігорович
Роман Ігорович Калин(нар. 17 квітня 1968, м. Івано-Франківськ) — український співак, музикант, телеведучий, лідер гурту «Ґринджоли».

## Біографія
Роман Калин народився 17 квітня 1968 році в Івано-Франківську. Закінчив музичну школу по класу баяна. Випускник Івано-Франківського інституту нафти і газу (спеціальність — інженер-механік нафтового обладнання). Два роки відслужив в армії — у військовому оркестрі у Німеччині (1986—1988 рр.). Працював продавцем меблів, столяром, вантажником… 
Роман Калин (екс-«Захід», «Минула юнь») 1990 року, свого часу був учасником веселого Івано-Франківського гурту «Нема Марлі»  Грав ямайські мелодії реґі з домішками української аутентики.
Згодом започаткував власний бізнес — відкрив один із перших в Івано-Франківську комп'ютерних клубів. Наприкінці 1990-х заснував власну студію звукозапису. 
У 1997 р. Роман Калин разом із Романом Костюком заснували гурт «Ґринджоли». Команда активно брала участь у фестивалях. Стала лауреатом II премій «Перлин сезону», «Мелодії», «Майбутнього України»… Справжня популярність прийшла до «Ґринджол» у 2004-му, коли гурт написав пісню «Разом нас багато», що стала гімном Помаранчевої революції. У грудні 2004-го група підписала контракт із компанією Ukrainian Music, українським представником всесвітньо відомого «лейблу» Universal. У 2005 році «Ґринджоли» представляли Україну на конкурсі «Євробачення». Із хітом «Разом нас багато», перекладеним на англійську, гурт посів 19-те місце.
Одружений, має доньку Наталю.

## Галерея

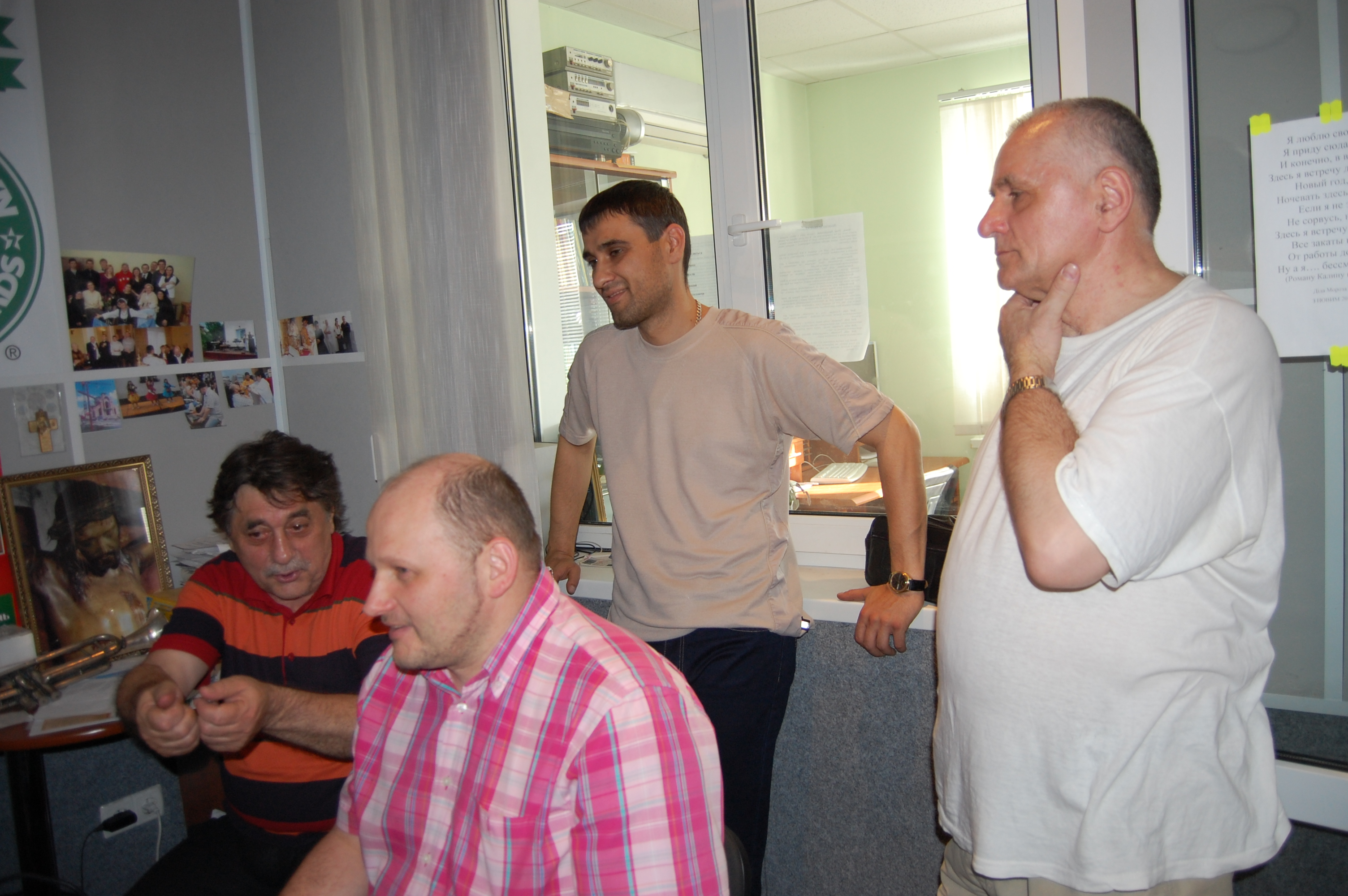
Робочий момент. Роман Калин під час запису пісень про Небесну Сотню у студії «Дзвони» з композитором Володимиром Домшинським, Мирославом Бойчуком та співаком Василем Михайловичем. 2014 р.